# Gyula Benczúr
Dans le nom hongrois Benczúr Gyula, le nom de famille précède le prénom, mais cet article utilise l’ordre habituel en français Gyula Benczúr, où le prénom précède le nom.
Gyula Benczúr, né à Nyíregyháza le 28 janvier 1844 et mort dans le village de Dolány (renommé Benczúrfalva en son honneur) près de Szécsény le 16 juillet 1920, est un peintre académique hongrois.

## Biographie
Il est l'élève de Karl von Piloty de 1855 à 1869. Il connaît son premier succès avec Les Adieux de László Hunyadi en 1866 et remporte le prix national de peinture d'histoire avec Le Baptême de Vajk en 1870. À Munich, il peint les fresques du parlement et de l'hôtel de ville avec Piloty et réalise plusieurs commandes pour le roi Louis II de Bavière. Après un voyage d'étude en France et en Italie, il est nommé professeur à l'Académie des beaux-arts de Munich en 1876, où il a notamment comme élève Pius Ferdinand Messerschmitt.
De retour dans son pays natal en 1883, il est nommé directeur de l'école nationale de peinture de Budapest, où il impose le style académique munichois qui règnera sans partage en Hongrie jusqu'à l'avènement de l'Art nouveau. Il réalise une série de portraits officiels et de peintures monumentales, telle que la Reprise du château de Buda en 1686. À Budapest, il peint le retable de la basilique Saint-Étienne ainsi que plusieurs panneaux du palais royal. Il peint aussi des sujets mythologiques et illustre les œuvres de Schiller. Entre 1878 et 1910, il remporte de nombreuses médailles d'or à Paris, Vienne, Munich et Berlin.

## Galerie

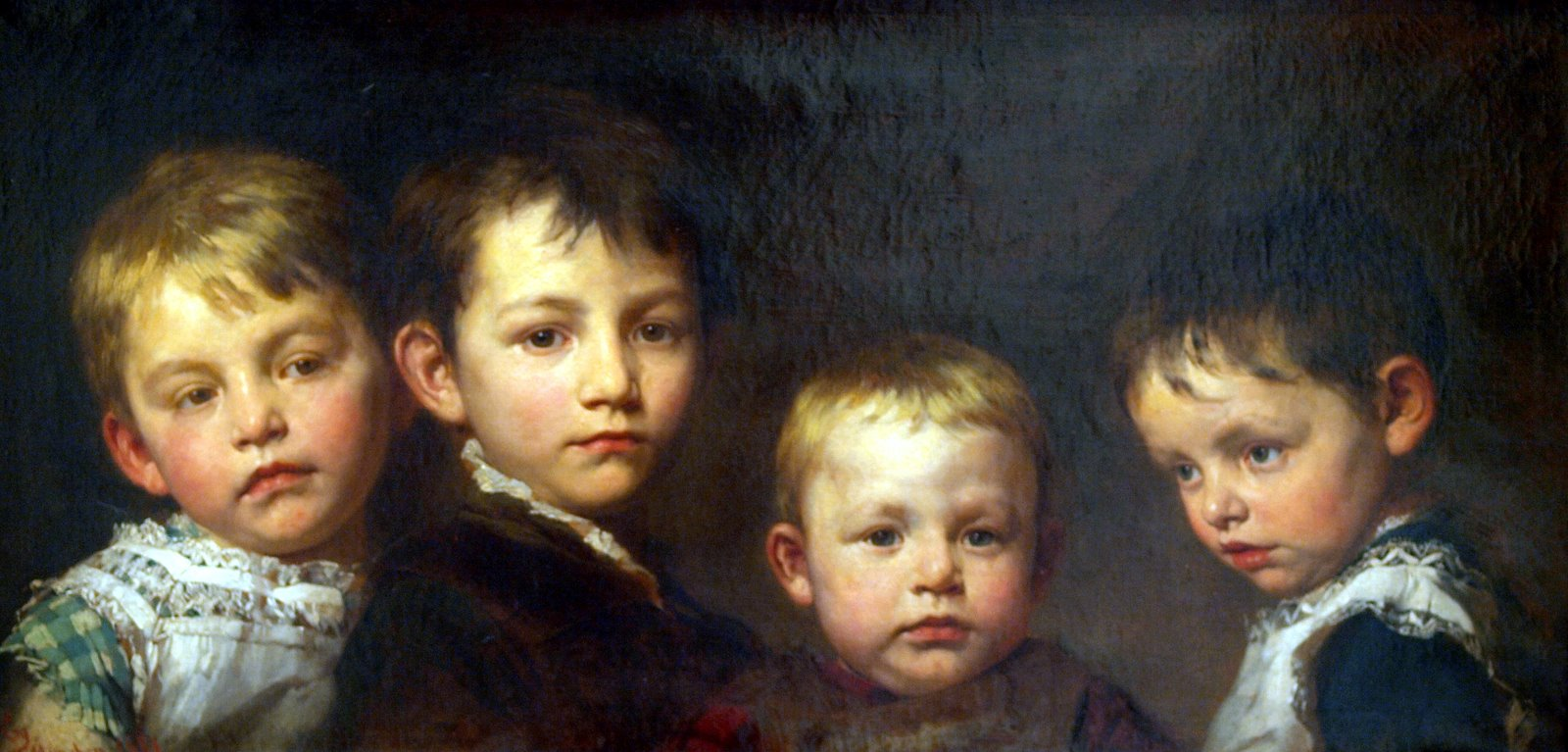
My Children 1881 , Budapest - Galerie nationale hongroise
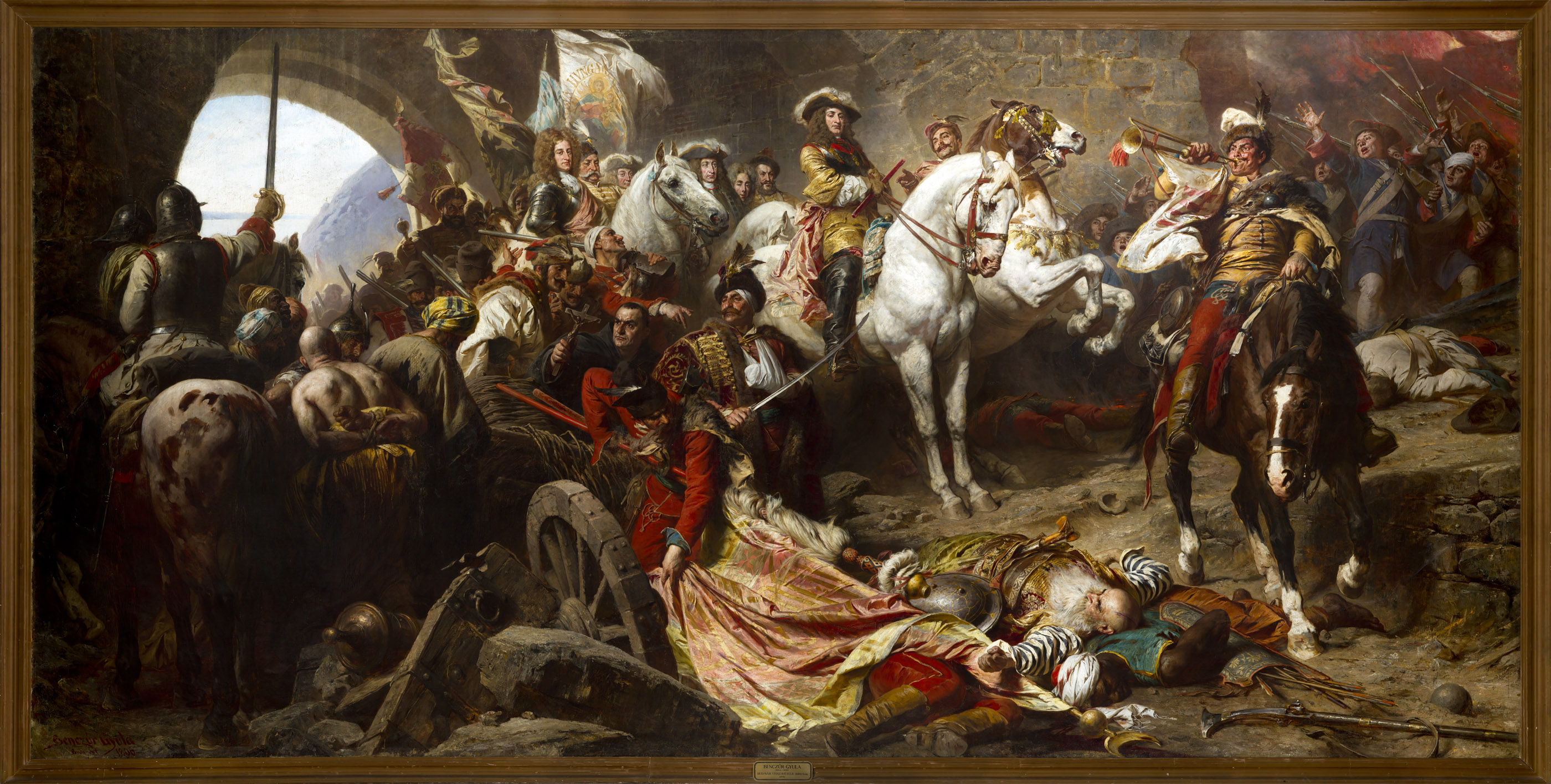
La reprise du Chateau de Buda en 1686 - fait en 1896 Budapest - Galerie nationale hongroise

Le baptème de Vajk, futur Stephen I, premier roi de Hongrie, 1875 - Budapest galerie national hongroise
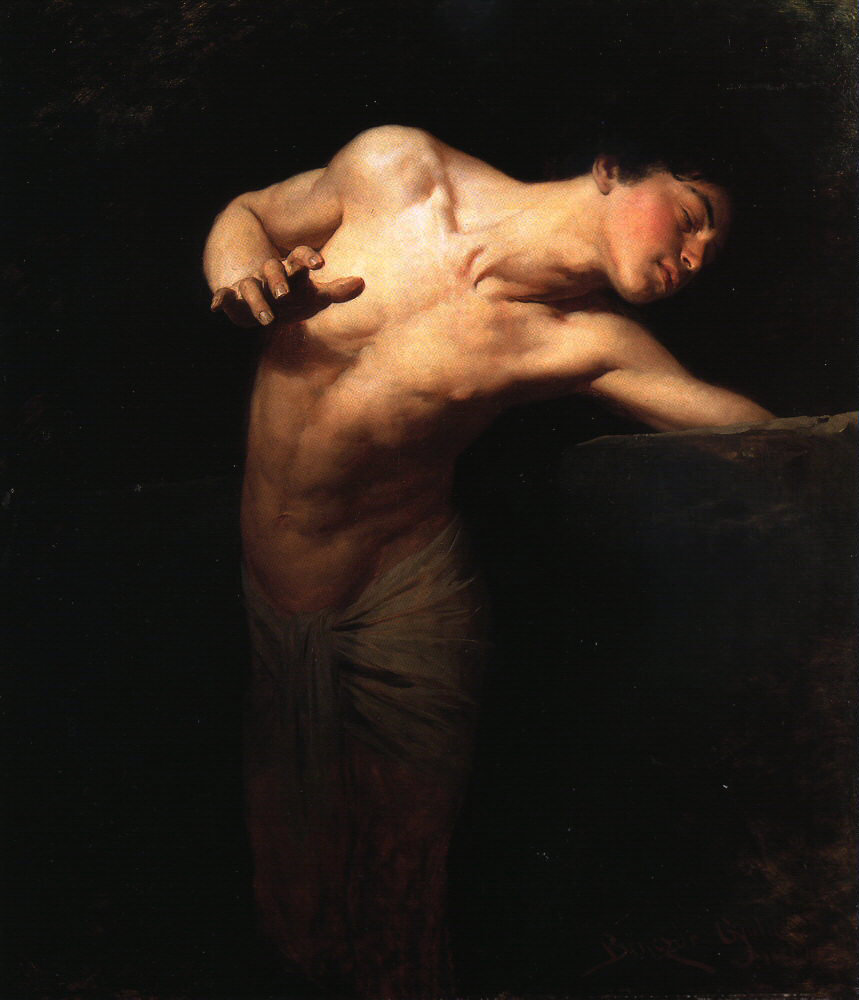
Narcisse (1881), Galerie nationale hongroise, Budapest
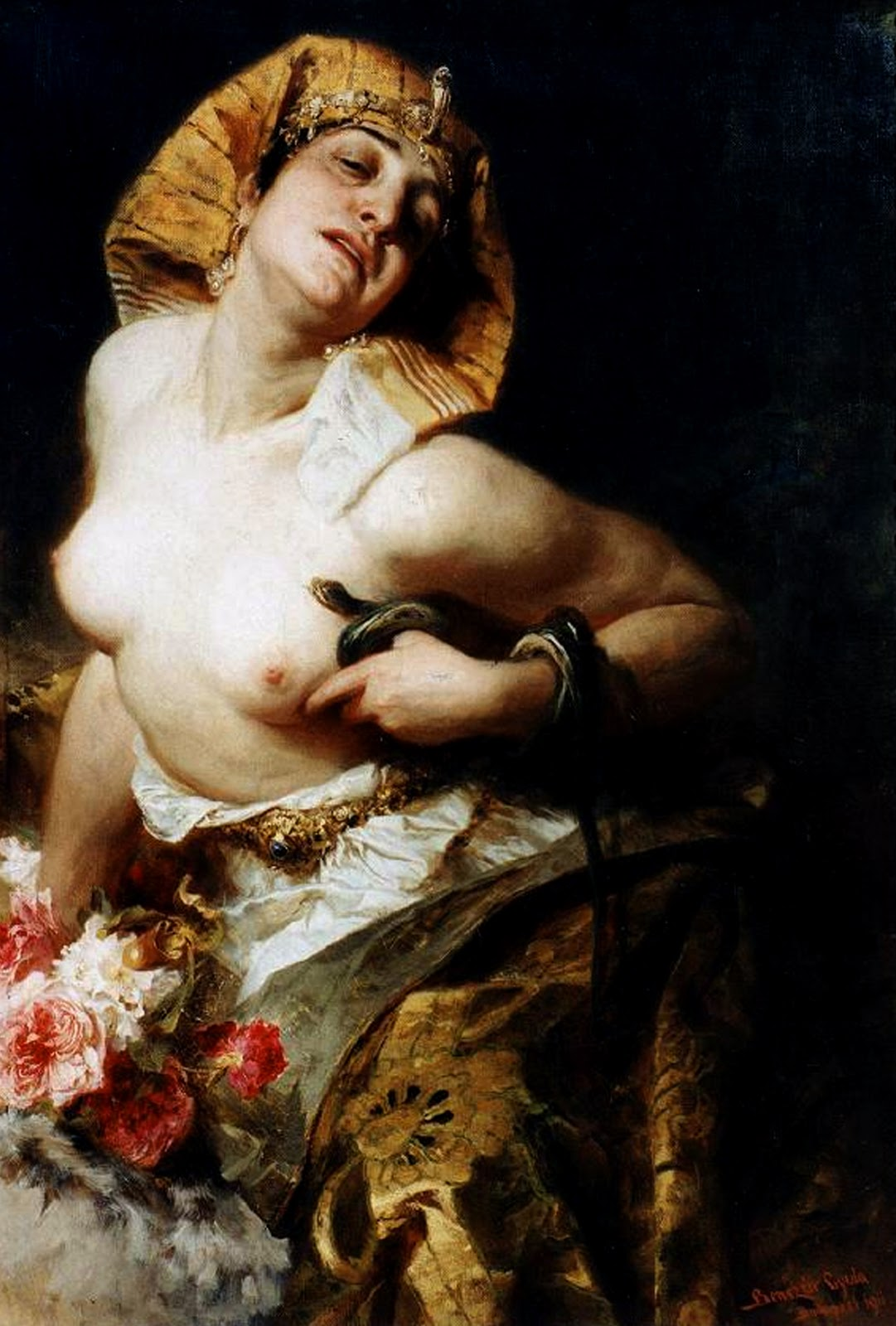
Cléopâtre (1911), Déri Museum, Debrecen

## Note
1. ↑  Collection d'autoportraits du Musée des Offices, (it) Wolfram Prinz (et aut.), « La collezione di autoritratti : Catalogo generale », dans Gallerie degli Uffizi, Gli Uffizi, Florence, Centro Di, 1980 (1re éd. 1979), 1211 p. (ISBN 88-7038-021-1), p. 804.